# Académie norvégienne de langue et de littérature
L'Académie norvégienne de langue et littérature, ou plus simplement « l'Académie norvégienne », est une société savante fondée en 1953 à l'initiative d'un groupe d'écrivains, au nombre desquels Arnulf Øverland, Cora Sandel et Sigurd Hoel. Elle a pour mission « la création d'un facteur stabilisant dans l'évolution de la langue norvégienne et la promotion du respect de la langue écrite » ainsi que « la défense de la langue et de la littérature norvégiennes classiques et la promotion de la liberté et du caractère universel de la vie intellectuelle en Norvège. »
Elle s'inspire de l'exemple d'institutions similaires à l'étranger telles que l'Académie française et l'Académie suédoise.

## Activités
La tâche principale de l'Académie est l'élaboration de la norme écrite de la variante de langue norvégienne connue sous le nom de riksmål; elle travaille pour ce faire en étroite collaboration avec l'Alliance pour le riksmål (Riksmålsforbundet), un organisme chargé de coordonner la politique linguistique. L'Académie publie le Grand dictionnaire de la langue norvégienne, dont le dernier tome est prévu pour 2014, ainsi qu'un dictionnaire de la littérature norvégienne. Elle promeut également, par le biais de la bibliothèque Thorleif Dahl, la publication des classiques de la littérature norvégienne et mondiale. Enfin, elle décerne chaque année le prix de l'Académie norvégienne. Les membres de l'Académie participent régulièrement à des débats sur la langue et la culture.
Pour fêter le cinquantième anniversaire de sa création, l'Académie a publié en 2004 un recueil de poèmes intitulé 50 ans - 50 poèmes.
De 1972 à 2005, l'Académie a été représentée au Conseil de la langue norvégienne.
Depuis 2017, l'académie publie en ligne son dictionnaire à l'adresse : https://naob.no/.

## Membres actuels
L'Académie compte 44 membres, essentiellement des universitaires spécialistes de langue et de littérature, de sciences politiques, mais aussi des historiens, des philosophes, des poètes, des juristes et des personnalités des arts de la scène.
Les académiciens sont élus à vie par cooptation. En voici la liste (données de 2009) :
| Nom et prénom                     | Date d'élection | Profil |
| --------------------------------- | --------------- | --- |
| John Ole Askedal (vice-président) | 1994            | professeur de langue et littérature allemandes |
| Kjetil Bang-Hansen                |                 | acteur et metteur en scène |
| Liv Bliksrud                      |                 | professeure de littératures scandinaves |
| Tor Bomann-Larsen                 |                 | écrivain |
| Fredrik Bull-Hansen               |                 | général et diplomate en retraite, ancien chef d'état major des armées                                                                             |
| Bentein Baardson                  | 1987            | metteur en scène |
| Lars Saabye Christensen           |                 | écrivain |
| Liv Dommersnes                    |                 | comédienne |
| Arnold Eidslott                   |                 | poète |
| Thor Falkanger                    |                 | professeur émérite de droit |
| Ivo de Figueiredo                 |                 | écrivain et historien |
| Lise Fjeldstad                    |                 | comédienne |
| Dagfinn Føllesdal                 |                 | professeur de philosophie |
| Karin Gundersen                   |                 | professeure de littérature française |
| Tor Guttu (trésorier)             | 1977            | maître de conférences en linguistique scandinave à l'université d'Oslo, directeur de la rédaction du Grand dictionnaire de la langue norvégienne  |
| Erik Fosnes Hansen                |                 | écrivain |
| Håkon Harket                      |                 | éditeur |
| Per Egil Hegge                    |                 | journaliste et écrivain |
| Nils Heyerdahl (secrétaire)       |                 | directeur de théâtre |
| Carsten Hopstock                  |                 | historien d'art, conservateur de l'écomusée d'Oslo                                                                                                |
| Christian Janss                   |                 | universitaire, spécialiste d'Ibsen |
| Knut Kleve                        |                 | professeur de philologie classique à l'université d'Oslo                                                                                          |
| Egil Kraggerud                    |                 | professeur de latin à l'université d'Oslo |
| Sissel Lange-Nielsen              |                 | écrivaine et critique littéraire |
| Lars Roar Langslet (président)    |                 | ancien ministre de la culture |
| Jørn Lund (membre correspondant)  |                 | directeur de la Société de langue et littérature danoises, professeur de langue et littérature danoises à l'université de Copenhague              |
| Helge Nordahl                     |                 | universitaire, professeur de littérature française du Moyen Âge et traducteur                                                                     |
| William Nygaard                   |                 | éditeur |
| Kjell Arild Pollestad             |                 | écrivain, théologien et prêtre catholique |
| Arthur O. Sandved                 |                 | professeur de littérature anglaise à l'université d'Oslo et traducteur                                                                            |
| Francis Sejersted                 | 1985            | professeur émérite d'histoire économique et sociale à l'université d'Oslo                                                                         |
| Hilde Sejersted                   |                 | écrivaine |
| Ole Michael Selberg               |                 | universitaire, spécialiste de langue et littérature polonaises, traducteur de littérature polonaise, allemande et russe                           |
| Rune Slagstad                     |                 | professeur de sociologie |
| Kristian Smidt                    |                 | professeur de littérature anglaise à l'université d'Oslo                                                                                          |
| Terje Stigen                      |                 | écrivain |
| Eilif Straume                     |                 | journaliste |
| Henrik Syse                       | 2008            | philosophe et chercheur |
| Jan Jakob Tønseth                 |                 | écrivain, poète et traducteur |
| Helene Uri                        | 2008            | écrivaine et linguiste, anciennement maître-assistante de linguistique scandinave à l'université d'Oslo                                           |
| Finn-Erik Vinje                   | 2005            | professeur émérite de linguistique scandinave à l'université d'Oslo                                                                               |
| Helene Cecilie Vogt               |                 | traductrice |
| Gunnar Christie Wasberg           |                 | docteur en philosophie, directeur de la Bibliothèque de l'université d'Oslo                                                                       |
| Egil A. Wyller                    |                 | professeur émérite de philosophie à l'université d'Oslo                                                                                           |
| Vigdis Ystad                      |                 | professeure de littérature norvégienne à l'université d'Oslo, spécialiste d'Ibsen                                                                 |
| Asbjørn Aarnes                    |                 | professeur émérite d'histoire des littératures européennes à l'université d'Oslo, traducteur, spécialiste de littérature norvégienne et française |

## Le président
Le président de l'Académie est élu par les membres. Bien que les académiciens soient membres à vie, le président a la faculté de quitter ses fonctions et de redevenir membre ordinaire. Depuis sa création en 1953, sept présidents, tous des hommes, se sont succédé à la tête de l'Académie :
- 1953–1959 Arnulf Øverland
- 1959–1965 Andreas Hofgaard Winsnes
- 1965–1967 Erik Krag
- 1967–1982 Asbjørn Aarnes
- 1982–1988 Øistein Parmann
- 1988–1995 Helge Nordahl
- 1995–2011 Lars Roar Langslet
- 2011– Nils Heyerdahl